# Basalt (gesteente)
| Basalt (gesteente)               | Basalt (gesteente) | Basalt (gesteente)     | Basalt (gesteente) | Basalt (gesteente) |
| -------------------------------- | ------------------ | ---------------------- | ------------------ | ------------------ |
| Basalt                           |                    |                        |                    |                    |
| Basalt                           |                    |                        |                    |                    |
| Indeling der stollingsgesteenten |                    |                        |                    |                    |
|                                  | % SiO2             | uitvloeings- gesteente | gang- gesteente    | diepte- gesteente  |
| felsisch                         | >~70               | ryoliet                | granofier          | graniet            |
| felsisch                         | ~70-63             | daciet                 | granodioriet       | granodioriet       |
| intermediair                     | 63-52              | andesiet               | dioriet            | dioriet            |
| mafisch                          | 52-45              | basalt                 | doleriet           | gabbro             |
| ultramafisch                     | <45                | komatiiet              | peridotiet         | peridotiet         |

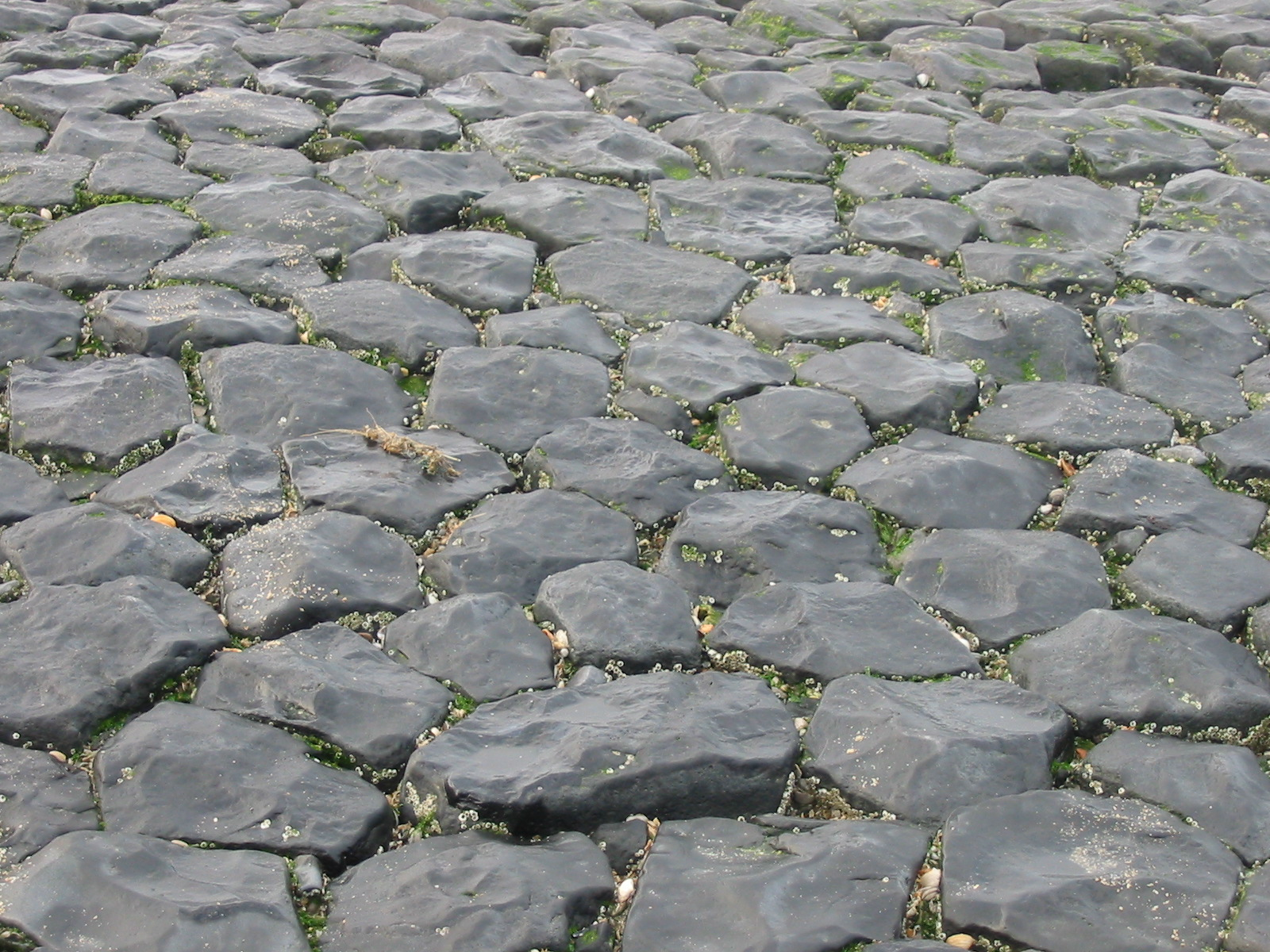
Basalt toegepast in strandhoofd op het strand van Scheveningen

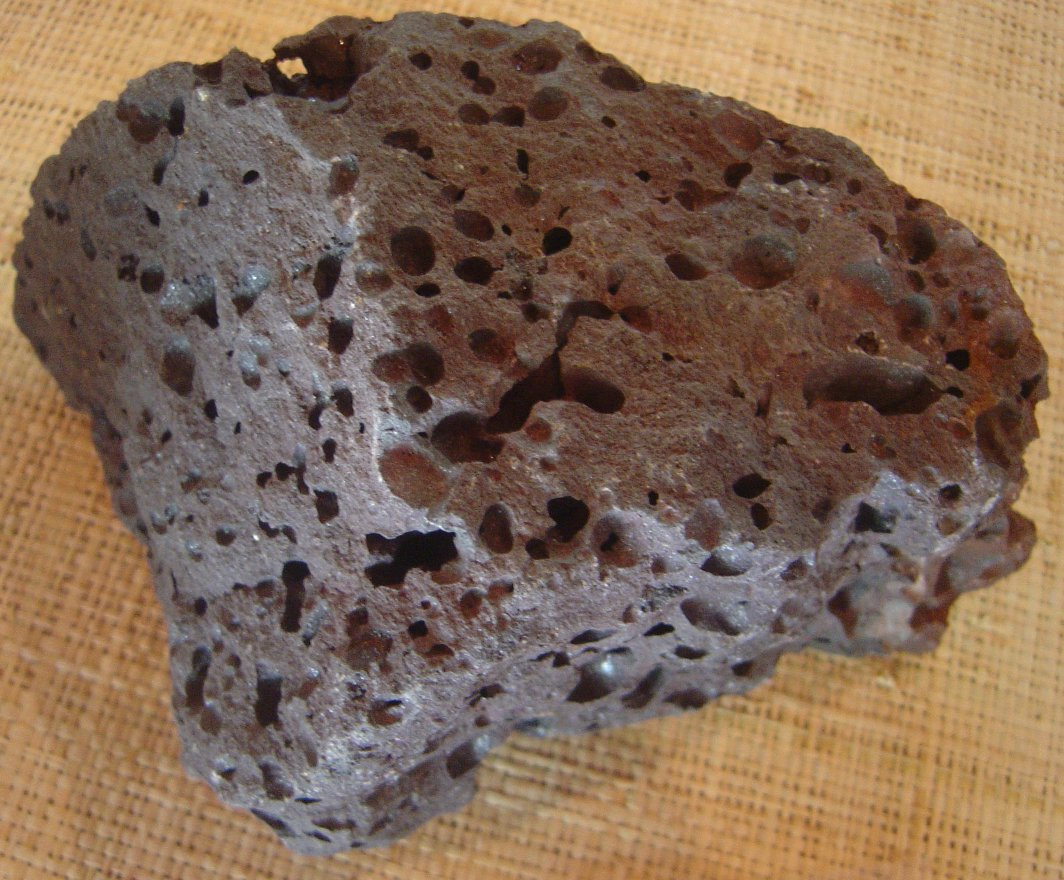
Basaltlava

Basalt is een mafisch vulkanisch stollingsgesteente dat gevormd wordt door de stolling van lava. De stolling van het basalt vindt plaats aan het aardoppervlak en daarom is basalt een uitvloeiingsgesteente. Door de snelle afkoeling zijn geen grote kristallen gevormd. De meest voorkomende mineralen in basalt zijn amfibool, pyroxeen-olivijn en Ilmeniet. Ook andere mineralen, zoals magnetiet kunnen in basalt gevormd worden.
Basalt is meestal zwart van kleur en bestaat uit kleine kristallen. De intrusieve variant van basalt wordt gabbro genoemd. De krimp die optreedt bij de stolling van de basaltlava leidt tot typische zeshoekige structuren (basaltzuilen).

## Voorkomen
Basalt is een uitvloeiingsgesteente en ontstaat aan het oppervlak in gebieden met vulkanische activiteit. Het is typisch een product van laag viskeuze snelstromende lava's zoals op Hawaï. Ook onder het (zee)wateroppervlak kunnen basaltuitvloeiingen plaatsvinden, zoals bij de mid-oceanische ruggen. Hier worden zogenoemde pillow basalts gevormd. Doordat het magma stolt en een temperatuur beneden het curiepunt bereikt, wordt het magnetisch veld van de aarde op dat moment vastgelegd in het gesteente. Het magnetisch veld verandert voortdurend en langs de mid-oceanische ruggen ontstaat een patroon van opeenvolgende magnetische periodes, de magnetische polariteitszones. Dit wordt gebruikt bij paleogeografische reconstructies en datering van gesteentes.
De naam basalt is via Plinius afgeleid van het Oudgriekse basanitès (lithos) of basanos, dat 'steen uit Basan' betekent.

## Toepassingen
Basalt wordt in Nederland veel toegepast als dijkbekleding, in kademuren en op golfbrekers en strandhoofden. Door de vorm zijn basaltzuilen als een puzzel in te passen en door onregelmatigheden langs de zuil ontstaat een sterk onderling verband. De hoge dichtheid - orde 2,9 ton/m³ - en de hardheid van het materiaal maken het bij uitstek geschikt. De meeste basalt komt uit de Duitse Eifel en Westerwald. De vorm van basaltzuilen is natuurlijk, en ontstaan bij het stollingsproces; zij zijn dus niet in deze vorm gehakt. Er is ook basalt in de vorm van breuksteen, deze stenen hebben dus niet de karakteristieke zuilenvorm. 
Basaltzuilen worden voor waterkeringen na ca. 1980 nauwelijks meer toegepast en veelal worden betonnen elementen die machinaal in pakketten worden gezet, toegepast. De reden voor de afgenomen toepassing van basalt is een schaarste aan steenzetters, Arbowetgeving waarin het maximaal te dragen gewicht beperkt wordt en de hoge kosten van de grondstof (dit komt vooral omdat basaltzuilen vrijwel niet meer in steengroeven beschikbaar zijn, de meeste groeven met zuilen zijn in Europa inmiddels natuurgebied). Toepassing van basalt blijft daardoor beperkt tot steenstorten bij dijken en ook bij de bouw van de Tweede Maasvlakte, historische stadscentra. Basalt wordt ook toegepast bij de vervaardiging van steenwol.

## Basaltlava
Basaltlava, basalt waar door gasvorming veel open poriën in zijn ontstaan, wordt vanwege zijn uitstekende slijt- en weervastheid wel gebruikt voor de restauratie van monumenten, bijvoorbeeld voor trappen, balustrades of voor de vervanging van kwetsbare onderdelen als spuwers en pinakels. In de jaren tachtig zijn zo hele delen van de Sint-Janskathedraal in 's-Hertogenbosch vervangen in basaltlava. Ook is basaltlava wel gebruikt als basis voor weervaste tegeltableaus.
Omdat de poriën graankorrels gemakkelijk kunnen opensnijden wordt basaltlava van oudsher gebruikt voor molenstenen.

## Rotsformaties
Rotsformaties zijn er onder meer in:
- Zuidkust van IJsland
- Panská skála in Tsjechië
- Stenen Woud bij Shilin in de provincie Yunnan in China
- Giant's Causeway in Ierland
- Devils Postpile in de Verenigde Staten

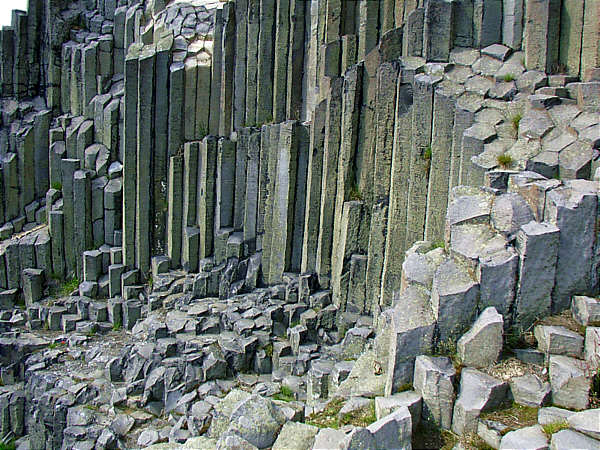
Natuurlijke basaltzuilen
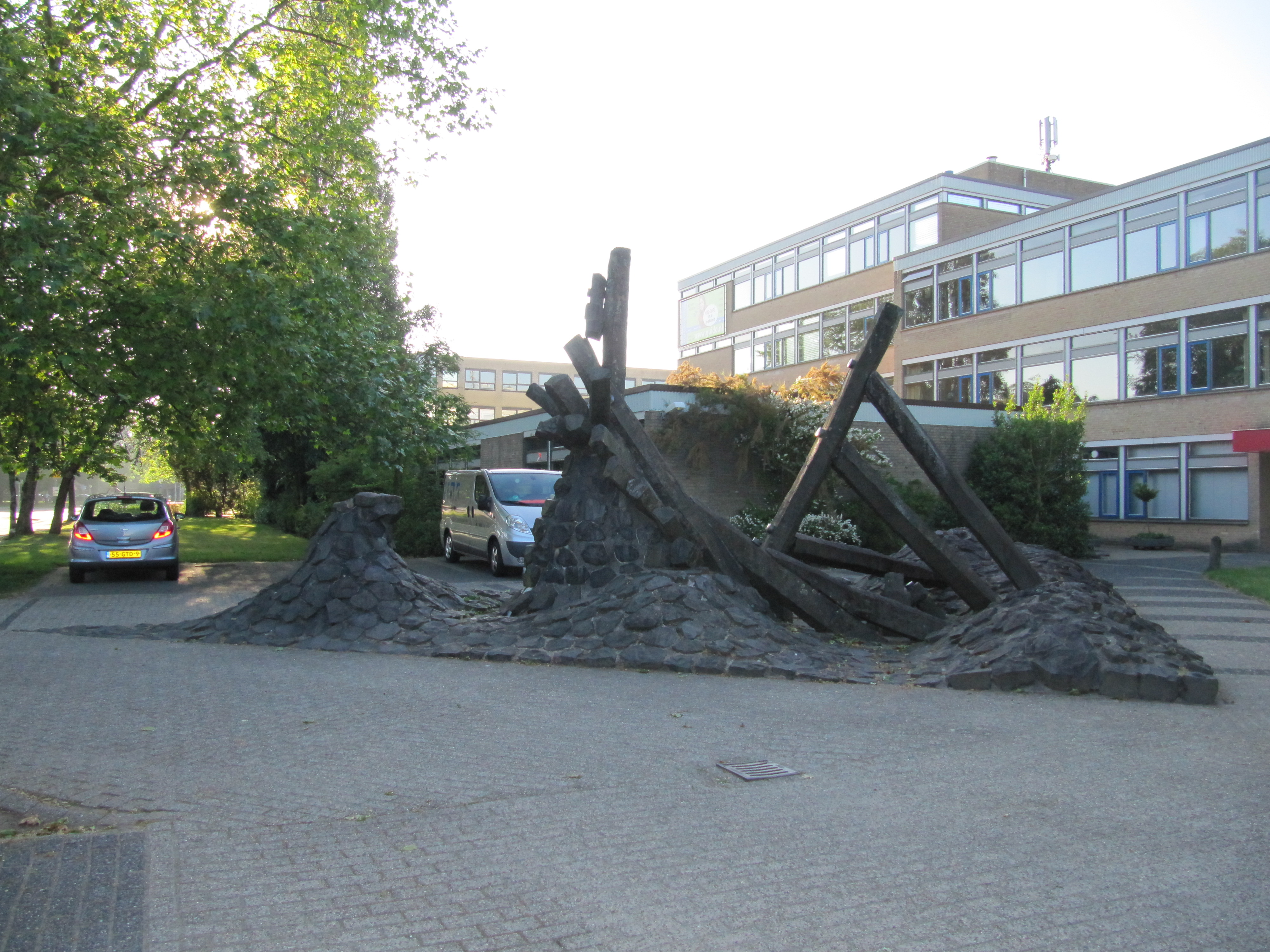
Een kunstwerk uit basaltzuilen in Amersfoort
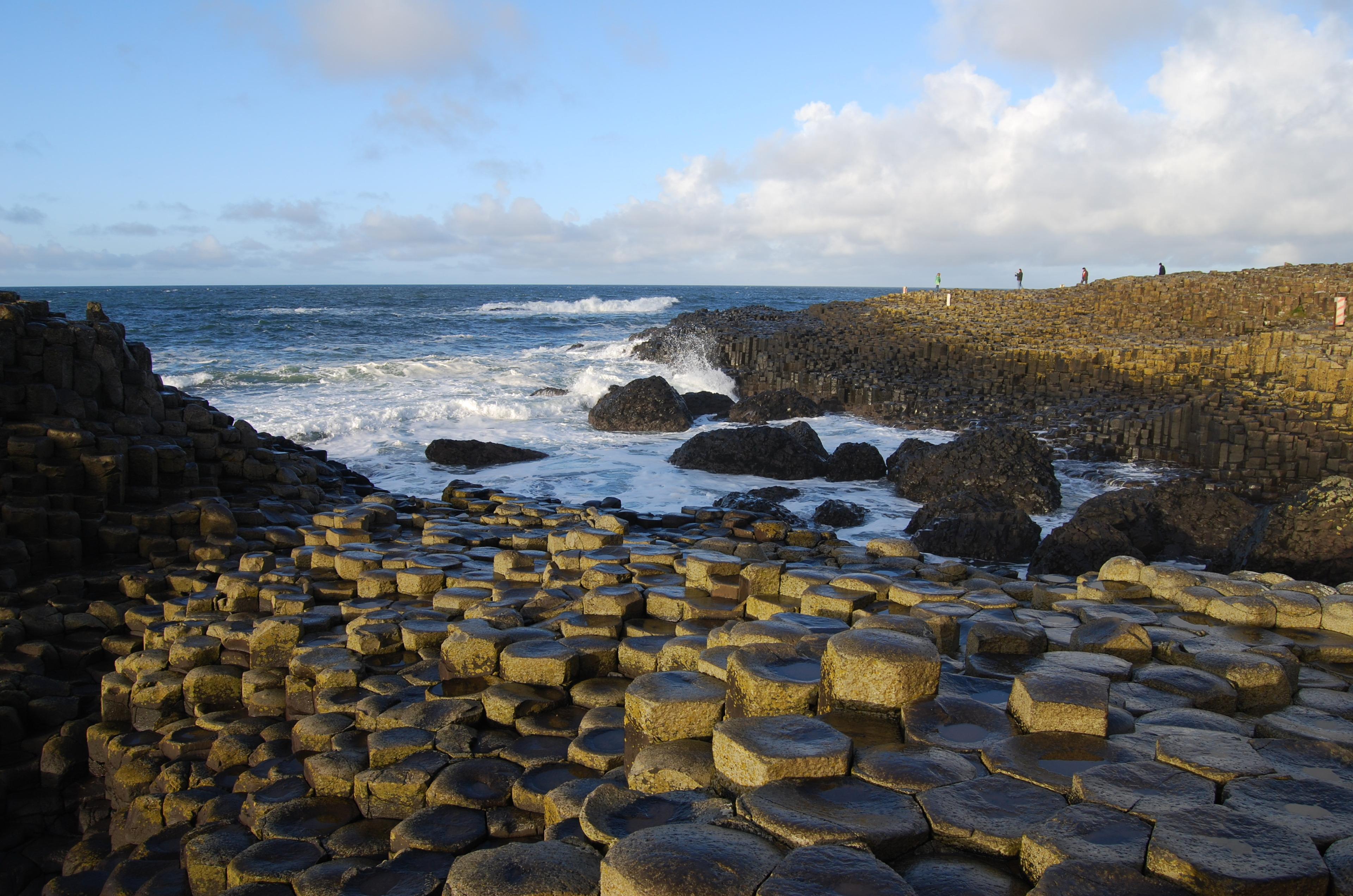
Basaltzuilen in Noord-Ierland, die gezamenlijk de rotsformatie Giant's Causeway vormen.
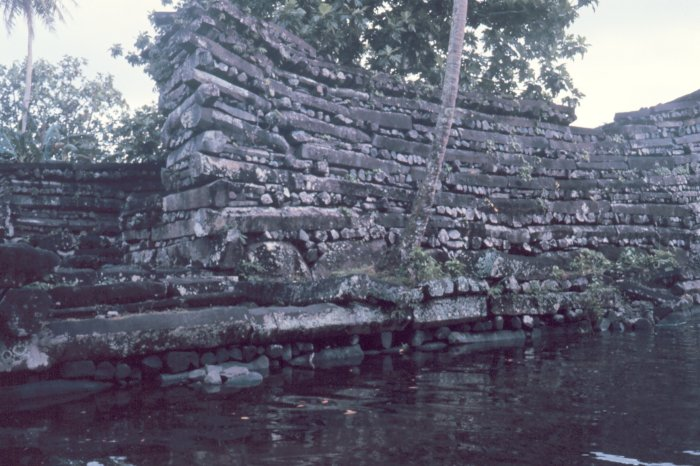
Basaltprisma's in Nan Madol